# Pierre Ngendandumwe
Pierre Ngendandumwe (* 1930; † 15. Januar 1965) war ein burundischer Politiker. Der Hutu war Mitglied der Union für den nationalen Fortschritt. Am 18. Juni 1963 wurde er zum Premierminister gewählt und bekleidete dieses Amt bis zum 6. April 1964, bevor er am 7. Januar 1965 erneut zum Premierminister gewählt wurde. Acht Tage nach Beginn seiner zweiten Amtszeit wurde er von einem ruandischen Tutsi ermordet, der bei der US-amerikanischen Botschaft in Burundi beschäftigt gewesen sein soll. Seine Ermordung führte zu einer erneuten Eskalation des Konflikts zwischen Hutu und Tutsi.